# Jaouen Hadjam
Jaouen Hadjam (en arabe : جوان حجام), né le 26 mars 2003 à Paris 14e en France est un footballeur international algérien  qui évolue au poste d'arrière gauche au  BSC Young Boys.

## Carrière en club

### Débuts dans le monde du football en junior (2009-2020)
Né à Paris en France, de parents algériens, Jaouen Hadjam fait ses premiers pas dans le football en Ile-de-France. Il s'inscrit au football sous l'influence de son grand-frère et commence à s'habituer au ballon rond en passant par plusieurs équipes dans le monde amateur : SFC Champagne 95, Thiais FC, l'US Rungis puis l'US Alfortville.

#### Paris Saint-Germain (2014-2015)
Après trois saisons à Alfortville, alors âgé d'onze ans, Jaouen Hadjam intègre le centre de formation du Paris Saint-Germain et put perfectionner ses gammes. Il évolue alors en U12, notamment aux côtés de Mohamed-Ali Cho ou encore d'Andy Diouf.
Il connaît des premiers pépins physiques l'écartant des terrains et du football après une blessure de croissance au genou liée à la maladie Sinding-Larsen-Johanson.
Jaouen Hadjam a donc quitté le club de la capitale quelques mois plus tard en raison de la distance avec son domicile, le perturbant notamment dans son parcours scolaire. Il expliquait être contraint de « faire ses devoirs dans la voiture. »

#### Union sportive Créteil-Lusitanos (2015-2018)
Jaouen Hadjam a passé huit tours lors d'une détection organisée par l'US Créteil-Lusitanos avant d'être sélectionné chez les Béliers parmi les 200 joueurs participants.
Il est décrit par ses anciens coéquipiers de la même génération comme « déjà au-dessus techniquement à l'époque. »
A 14 ans, Jaouen Hadjam passe au même moment des tests d'admission à l'INF Clairefontaine mais finit par intégrer le Pôle Espoir Grand-Est de Reims. Afin d'avoir davantage de chances au haut niveau et d'accéder à un centre de formation, ses formateurs lui proposent d'être repositionné en tant que latéral gauche tandis que ce dernier évolue en attaque.

#### Paris FC (2018-2020)
En 2018, Jaouen Hadjam intègre le centre de formation du Paris FC après avoir été repéré par un recruteur lors de la Paname Cup.
Il signe d'abord un contrat-convention de deux ans au sein du club Francilien afin d'obtenir des garanties sportives pour la suite de sa carrière avant de décrocher un premier contrat aspirant en guise de récompense à sa détermination et sa persévérance.
A l'âge de 16 ans, le natif de Paris débute alors avec les U19 Nationaux et est en concurrence avec Amin Cherni au poste de latéral gauche. Il gagne peu à peu du temps de jeu avant de convaincre la réserve du Paris FC de le convoquer en National 3, bien que la crise du COVID-19 perturbe les championnats de football et l'empêche de disputer sa première au haut niveau face à l'US Ivry.

### Paris FC (2020-2023)
Le 14 aout 2020, Jaouen Hadjam signe son premier contrat professionnel et est donc lié avec son club formateur pour trois saisons.
Il dispute son premier match dans le monde professionnel en tant que titulaire sous René Girard face au FC Chambly-Oise dans le cadre de la première journée de Ligue 2 et l'emporte avec son équipe(3-0). Il s'entraîne de plus en plus régulièrement avec le groupe professionnel du Paris FC et alterne les rencontres avec la réserve. Hadjam dispute 8 rencontres avec l'équipe première dans la rotation malgré quelques blessures, alors seulement âgé de 16 ans avant de multiplier les apparitions dès la nomination de Thierry Laurey dès sa nomination la saison suivante.
En 2022, lors de sa seconde saison en professionnel, Jaouen Hadjam attire l'oeil de plusieurs formations Européennes lors du mercato hivernal : le RC Strasbourg, l'OGC Nice, le SC Fribourg, Torino FC, etc.
A quelques mois de la fin de son contrat avec son club formateur, Jaouen Hadjam émet des envies de départ afin de passer un cap et poursuivre sa progression. Il reçoit des propositions concrètes de l'US Salernitana, de l'Hertha Berlin ou encore d'autres clubs en Europe.

### FC Nantes (2023-2024)
Le 17 janvier 2023, Jaouen Hadjam s'engage en faveur du FC Nantes. Il signe un contrat courant jusqu'en juin 2027,.
Le jeune défenseur est convaincu du projet des Canaris à la suite de son entretien avec Antoine Kombouaré, malgré des intérêts en Italie et au Golfe.
Mons d'une semaine après sa signature, il fait ses débuts en seizièmes de finale de Coupe de France face à l'ES Thaon et valide son tir au but après prolongations. Le 29 janvier 2023, Jaouen Hadjam découvre l'élite du football Français en débutant titulaire face à Clermont Foot 63 et enchaîne les rencontres suivantes.
En février 2023, Jaouen Hadjam figure dans le onze-type de Ligue 1, aux côtés de Lionel Messi, Kylian Mbappé ou encore Junya Ito.
Ses performances défensives sont la cible de nombreuses critiques de la part des médias locaux et des supporters Nantais. Le 12 mars 2023, le journal Ouest-France titre l'un de ses articles : "Hadjam, des erreurs rédhibitoires à ce niveau". Le podcast "Sans contrôle", spécialisé sur le FC Nantes consacre l'un de ses numéros au "Problème Hadjam" en lien avec ses performances sportives. Le journal Ouest-France consacre un autre article à Jaouen Hadjam en mars 2023 nommé "Le difficile apprentissage de Jaouen Hadjam" et expose les responsabilités du joueur dans les résultats du FC Nantes : "Le latéral gauche de 19 ans, arrivé cet hiver au FC Nantes, cumule les oublis défensifs et coûte de précieux points aux Canaris. Jaouen Hadjam était encore impliqué sur les deux buts de Nice (2-2), dimanche 12 mars, lors de la 27e journée de Ligue 1."
Il refuse de rompre son jeûne lors du ramadan et n'est alors pas retenu dans le groupe. Le joueur est titulaire face à Auxerre après avoir accepté de rompre son jeûne,.
Les performances défensives de Hadjam vont pousser Antoine Kombouaré puis Pierre Aristouy à lui préférer Quentin Merlin au poste de latéral gauche, ce dernier n'étant pourtant pas un spécialiste du poste.

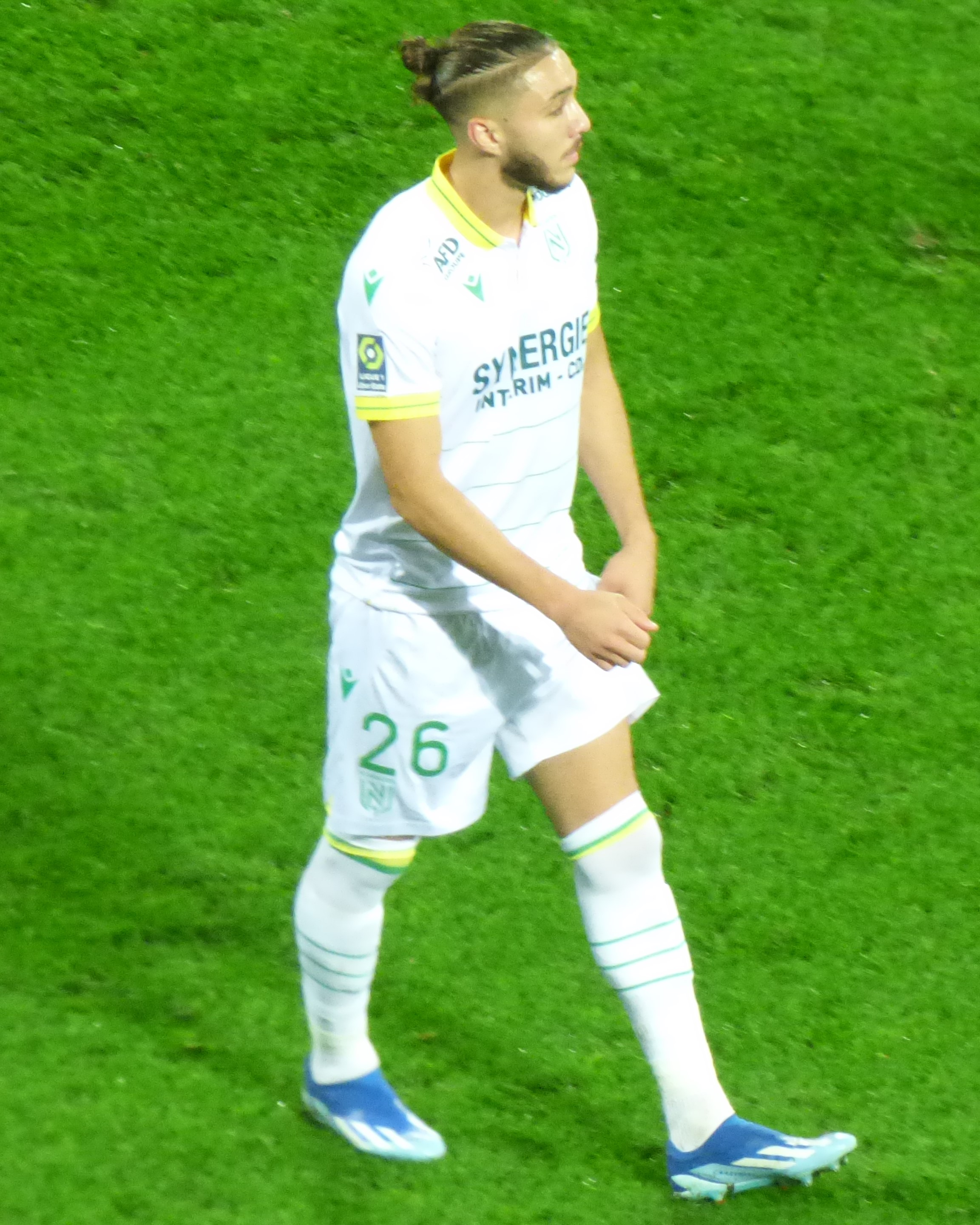
Jaouen Hadjam face au RC Lens, le 28 octobre 2023

Le 3 juin 2023, Le FC Nantes est maintenu en Ligue 1 après avoir décroché la victoire face à Angers SCO. (1-0)
Il dispute l'intégralité de la présaison mais l'arrivée de Jean-Kevin Duverne fait reculer Hadjam dans la hiérarchie.

#### Départ du FC Nantes: à la recherche d'un nouveau projet.
En raison de son faible temps de jeu et de ses performances défensives critiquées par la presse et les supporters, Hadjam et le FC Nantes décident que le joueur doit trouver un nouveau défi.
Un retour au Paris FC en prêt à court-terme est d'abord envisagé dès les premiers jours suivant l'ouverture de la fenêtre hivernale de transfert. Alors que la sphère médiatique annonce une arrivée imminente dans le club Francilien, les parties ne trouvent finalement pas de terrain d'entente et l'opération n'aboutit pas.
Le Standard de Liège s'intéresse à Jaouen Hadjam afin de l'obtenir en prêt de six mois et renforcer leur effectif. Les négociations avançaient dans le bon sens entre les différents protagonistes et le latéral gauche était convaincu par le projet des Rouches. Il passe sa visite médicale et découvre les installations du club Liégois : tout laisse entendre que sa signature est bouclée. Néanmoins, les Young Boys - avec qui des contacts avaient déjà été établis par le passé - tentent une approche sur le gong dans les derniers instants à la suite du départ d'Ulisses Garcia à l'Olympique de Marseille. Alors toujours dans les locaux du Standard de Liège, Jaouen Hadjam reçoit une proposition de la part de la direction Bernoise et demande un temps de réflexion. Le défenseur privilégie les atouts du projet sportif des Young Boys, disputant notamment une compétition Européenne.
Dans les heures suivant l'opération avortée, des premiers rapports médiatiques belges annoncent une visite médicale ratée en raison d'une mauvaise condition physique du joueur.
En janvier 2024, un intérêt de l'Olympique de Marseille pour un prêt avec option d'achat est également évoqué mais devient rapidement une piste non-concrète.

### BSC Young Boys (2024-)
Le 19 janvier 2024, Jaouen Hadjam rejoint la Credit Suisse Super League afin de s'engager en faveur du BSC Young Boys, après un accord parvenu avec le FC Nantes pour un transfert définitif.
Il signe un contrat courant jusqu'en juin 2028 à la suite du départ d'Ulisses Garcia à l'Olympique de Marseille. Le directeur sportif Steve Von Bergen annonce qu'il sera en "concurrence saine" avec Noah Persson au poste d'arrière gauche.
Le lendemain de sa signature, il est retenu dans le groupe convoqué pour affronter Grasshopper Club Zurich. Jaouen Hadjam fait ses débuts avec sa nouvelle équipe face à Bâle, entrant alors en jeu à la 70ème minute. (0-1)
Le 15 février 2024, il découvre sa première expérience en Ligue Europa face au Sporting CP. Il débute titulaire et dispute l'intégralité de la rencontre. L'aventure Européenne des Young Boys s'arrêtera près d'une semaine après à la suite du score de parité à l'Estádio José Alvalade XXI, en seizième de finale de Ligue Europa. (4-2 cum.)
Lors de sa première saison à Berne, Hadjam participera à 14 matchs donc 10 comme titulaire.
Le 29 février 2024, Jaouen Hadjam et ses coéquipiers s'inclinent face au FC Sion (2-1) en quarts de finale de la Schweizer Cup et sont éliminés de la compétition. Un peu plus d'une semaine plus tard, face à Bâle, Jaouen Hadjam inscrit dès le début de la seconde période son premier but avec son équipe et dans sa carrière professionnelle. (5-1)

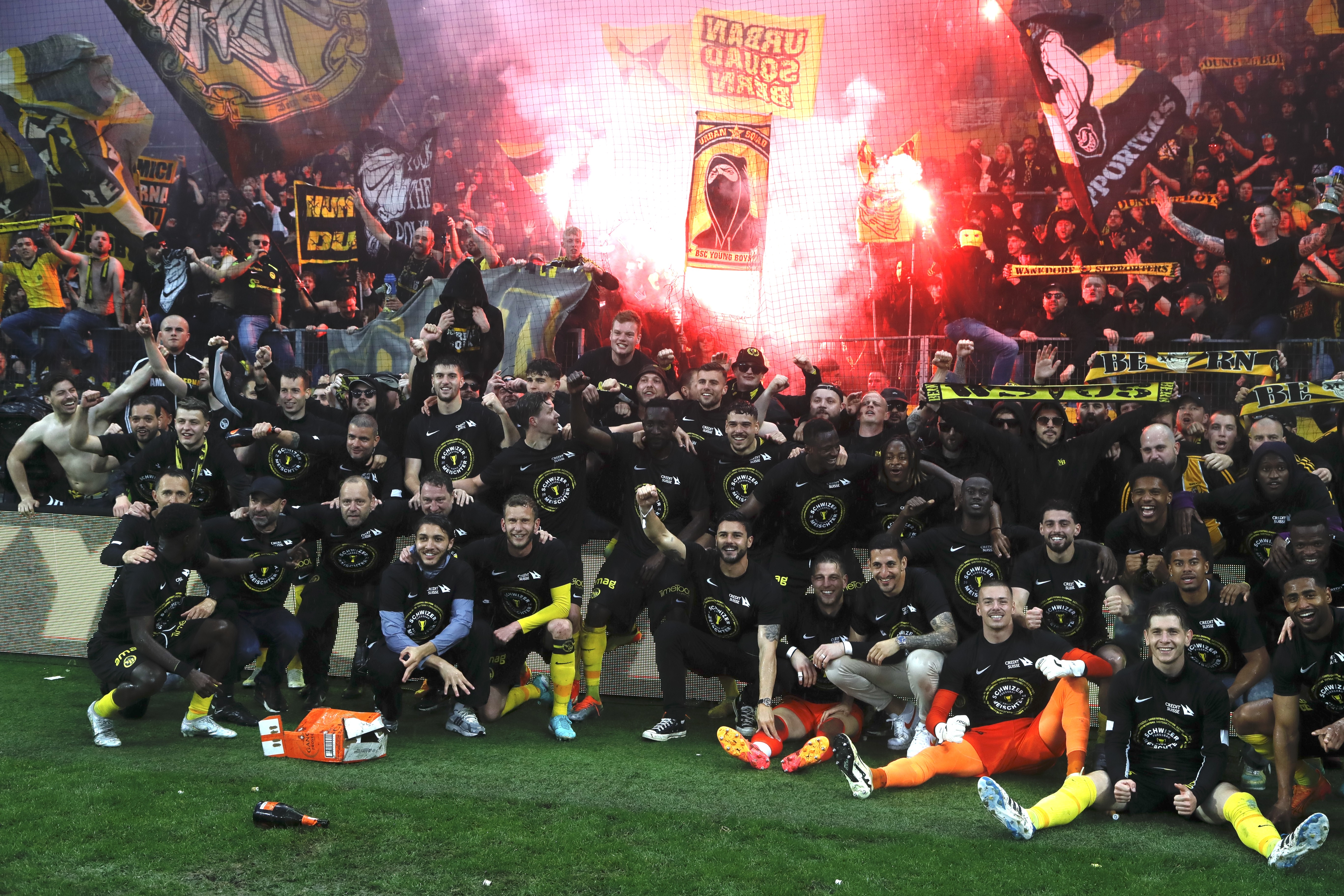
Jaouen Hadjam et ses coéquipiers des Young Boys, célébrant le sacre en Super League. 17 mai 2024.

Le 20 mai 2024, les Young Boys s'assurent le titre pour la 17ème fois de l'histoire du club après avoir devancé le FC Lugano au classement à la suite d'une nouvelle victoire face à Servette. (1-0). Le 25 mai 2024, Jaouen Hadjam inscrit son second but de la saison à la suite d'une belle combinaison avec Ebrima Colley à moins d'une demi-heure de la fin de la rencontre. Le trophée est remis à la fin de cette dernière journée de Crédit Suisse Super League, où les hommes de Joël Magnin l'emportent face à Winterthour FC.
Il est sanctionné d'un carton rouge dans la dernière demi-heure du premier match de championnat de la saison face au FC Sion.
Depuis le début de la saison 2024, Hadjam semble rencontrer de nombreuses difficultés avec ses coéquipiers. Son entraineur, Patrick Rahmen a expliqué que le comportement de Jaouen Hadjam avait provoqué la colère du gardien, notamment en raison de la situation difficile que traverse l’équipe. “Jaouen est un joueur créatif, parfois trop créatif pour notre contexte actuel”, a déclaré le coach suisse, soulignant que ce type de comportement n’était pas adapté à la situation tendue de l’équipe.
Les tensions se sont manifestées sur le terrain lorsque les caméras ont capturé David von Ballmoos en train de saisir Jaouen Hadjam par le cou et de le secouer vigoureusement à la 78ème minute du match, exprimant visiblement son mécontentement,.

## En sélection

### Débuts dans les catégories jeunes en Equipe de France (2020-2023)

#### France U17 (2020)
Au mois de février 2020, alors évoluant dans la réserve du Paris FC, Jaouen Hadjam connaît sa première expérience internationale en étant convoqué par José Alcocer pour une confrontation amicale sur deux manches aller et retour face au Danemark. Il dispute la première période dans son intégralité en tant que titulaire le 25 février 2020 avant d'entrer en jeu sur la dernière demi-heure deux jours plus tard.
Il évolua notamment aux côtés de Mathis Abline, Loum Tchaouna ou encore Lucas Gourna-Douath.

#### France U19 (2022)
Dès le mois de mars 2022, Landry Chauvin décide de faire appel à Jaouen Hadjam pour représenter la sélection tricolore et tenter de se qualifier pour l'Euro. Alors en pleine ascension au sein de son club formateur, le défenseur fut titulaire et disputa l'intégralité de la rencontre face à la Suède (5-0), où il délivra une passe décisive pour Elye Wahi, et la République Tchèque (0-1). Hadjam fut parmi les joueurs de moins de 19 ans convoqués pour le championnat d'Europe des moins de 19 ans au mois de juin. Il joue un match et son équipe se hisse jusqu'en demi-finale, battue par Israël (1-2),.
Lors de cette expérience chez les Bleuets, Jaouen Hadjam fut notamment le coéquipier d'Alan Virginius, d'Ousmane Camara ou encore de Tanguy Zoukrou avec qui il évolue actuellement au BSC Young Boys.

#### France U20 (2022)
Quelques mois après le championnat d'Europe des moins de 19 ans, en septembre 2022, Laudry Chauvin comptait sur Jaouen Hadjam pour disputer une double confrontation amicale face à la Tunisie. Il totalise cinq sélections consécutives.

### Equipe d'Algérie (2023-)
En mars 2023, des médias sur les réseaux sociaux annoncent que Jaouen Hadjam a fait le choix de représenter la sélection Algérienne : une décision ensuite confirmée par l'Equipe. Le défenseur du FC Nantes avait également l'occasion de faire ses débuts avec l'Equipe de France Espoirs.
Il procède au changement de nationalité sportive avant d'être convoqué quelques jours plus tard pour la première fois avec l'équipe nationale d'Algérie par le sélectionneur Djamel Belmadi. Il honore sa première sélection en tant que titulaire avec l'Algérie le 27 mars 2023 contre le Niger, à Radès. Cette première sélection internationale lui permit de côtoyer notamment Riyad Mahrez, Ismaël Bennacer, Nabil Bentaleb, Ramy Bensebaini,etc.
L'arrivée de Jaouen Hadjam dès le rassemblement de mars marque le début d'un nouvel ère de reconstruction chez les Fennecs, avec également les sélections de Rayan Aït-Nouri, Farès Chaïbi et Badredine Bouanani. Il dispute sa seconde rencontre avec les Verts au cours du stage suivant face à l'Ouganda dans le cadre des Eliminatoires de la Coupe d'Afrique des Nations 2023. La situation sportive compliquée au FC Nantes a écarté Jaouen Hadjam de la sélection sous l'ère Belmadi.
Près d'un an plus tard, au cours des rencontres amicales 2024 FIFA SERIES, Vladimir Petkovic décide de compter sur les services de Jaouen Hadjam à la suite de bonnes performances dans le championnat Suisse. Il dispute le dernier quart d'heure face à l'Afrique du Sud (3-3) au poste de défenseur gauche, derrière Rayan Aït-Nouri repositionné en tant qu'ailier gauche. Quelques semaines après son titre de champion avec le BSC Young Boys, au mois de juin, Jaouen Hadjam est sélectionné à nouveau et dispute les dernières minutes de la rencontre face à la Guinée durant laquelle les Fennecs s'inclinent. (1-2)

## Statistiques

### En club
| Saison                | Club                  | Championnat           | Championnat | Championnat | Championnat | Coupe(s) nationale(s) | Coupe(s) nationale(s) | Coupe(s) nationale(s) | Compétition(s) continentale(s) | Compétition(s) continentale(s) | Compétition(s) continentale(s) | Compétition(s) continentale(s) | Total | Total | Total |
| Saison                | Club                  | Division              | M.          | B.          | P.d.        | M.                    | B.                    | P.d.                  | Comp.                          | M.                             | B.                             | P.d.                           | M.    | B.    | P.d.  |
| 2020-2021             | Paris FC              | Ligue 2               | 6           | 0           | 0           | 1                     | 0                     | 0                     | -                              | -                              | -                              | -                              | 7     | 0     | 0     |
| 2021-2022             | Paris FC              | Ligue 2               | 23          | 0           | 0           | 1                     | 0                     | 1                     | -                              | -                              | -                              | -                              | 24    | 0     | 1     |
| 2022-2023             | Paris FC              | Ligue 2               | 11          | 0           | 1           | 2                     | 0                     | 0                     | -                              | -                              | -                              | -                              | 13    | 0     | 1     |
| Sous-total            | Sous-total            | Sous-total            | 40          | 0           | 1           | 4                     | 0                     | 1                     | -                              | -                              | -                              | -                              | 44    | 0     | 2     |
| 2022-2023             | FC Nantes             | Ligue 1               | 13          | 0           | 1           | 2                     | 0                     | 0                     | -                              | -                              | -                              | -                              | 15    | 0     | 1     |
| 2023-2024             | FC Nantes             | Ligue 1               | 8           | 0           | 0           | -                     | -                     | -                     | -                              | -                              | -                              | -                              | 8     | 0     | 0     |
| Sous-total            | Sous-total            | Sous-total            | 21          | 0           | 1           | 2                     | 0                     | 0                     | -                              | -                              | -                              | -                              | 23    | 0     | 1     |
| 2023-2024             | BSC Young Boys        | Super League          | 15          | 2           | 0           | 1                     | 0                     | 0                     | C3                             | 2                              | 0                              | 0                              | 18    | 2     | 0     |
| 2024-2025             | BSC Young Boys        | Super League          | 35          | 2           | 3           | 4                     | 0                     | 0                     | C1                             | 8                              | 0                              | 0                              | 47    | 2     | 3     |
| 2025-2026             | BSC Young Boys        | Super League          | 4           | 0           | 0           | 1                     | 0                     | 0                     | -                              | -                              | -                              | -                              | 5     | 0     | 0     |
| Sous-total            | Sous-total            | Sous-total            | 54          | 4           | 3           | 6                     | 0                     | 0                     | -                              | 10                             | 0                              | 0                              | 70    | 4     | 3     |
| Total sur la carrière | Total sur la carrière | Total sur la carrière | 115         | 4           | 5           | 12                    | 0                     | 1                     | -                              | 10                             | 0                              | 0                              | 137   | 4     | 6     |

### En sélection nationale
| Saison                | Sélection             | Phases finales        | Phases finales | Phases finales | Phases finales | Éliminatoires CDM | Éliminatoires CDM | Éliminatoires CDM | Éliminatoires CAN | Éliminatoires CAN | Éliminatoires CAN | Matchs amicaux | Matchs amicaux | Matchs amicaux | Total | Total | Total |
| Saison                | Sélection             | Compétition           | M              | B              | Pd             | M                 | B                 | Pd                | M                 | B                 | Pd                | M              | B              | Pd             | M     | B     | Pd    |
| --------------------- | --------------------- | --------------------- | -------------- | -------------- | -------------- | ----------------- | ----------------- | ----------------- | ----------------- | ----------------- | ----------------- | -------------- | -------------- | -------------- | ----- | ----- | ----- |
| 2022-2023             | Algérie               | -                     | -              | -              | -              | -                 | -                 | -                 | 2                 | 0                 | 0                 | 0              | 0              | 0              | 2     | 0     | 0     |
| 2023-2024             | Algérie               | -                     | -              | -              | -              | 1                 | 0                 | 0                 | -                 | -                 | -                 | 1              | 0              | 0              | 2     | 0     | 0     |
| 2024-2025             | Algérie               | -                     | -              | -              | -              | 1                 | 1                 | 0                 | 3                 | 0                 | 0                 | 1              | 1              | 0              | 5     | 2     | 0     |
| Total sur la carrière | Total sur la carrière | Total sur la carrière | -              | -              | -              | 2                 | 1                 | 0                 | 5                 | 0                 | 0                 | 2              | 1              | 0              | 9     | 2     | 0     |

### Matchs internationaux
Le tableau suivant liste les rencontres de l'équipe d'Algérie dans lesquelles Jaouen Hadjam a participé depuis le 27 mars 2023 jusqu'à présent.

## Palmarès

### Palmarès en club
| FC Nantes                              | BSC Young Boys (1)                     |
| -------------------------------------- | -------------------------------------- |
| - Coupe de France : - Finaliste : 2023 | - Super League (1): - Champion en 2024 |